# Langenbacher Forst
Langenbacher Forst är ett kommunfritt område i Landkreis Kronach i Regierungsbezirk Oberfranken i förbundslandet Bayern i Tyskland.